# Derechero
Derechero es una cepa de uva tinta (Vitis vinifera), autóctona de España. Según la Orden APA/1819/2007, de 13 de junio (BOE del día 21), la variedad derechero está autorizada en la comunidad autónoma de Aragón. No aparece utilizada en las denominaciones de origen, pero sí en el Vino de la tierra de Aragón, siendo una de las principales en la zona de Muniesa (Teruel), único lugar donde se encuentra esta variedad, de gran calibre y espesura de granos, lo que hace que tengra pocos grados debido a que los granos interiores no están lo bastante maduros por la poca luz solar que llega al interior del razimo.